# تاریخچه فلج اطفال

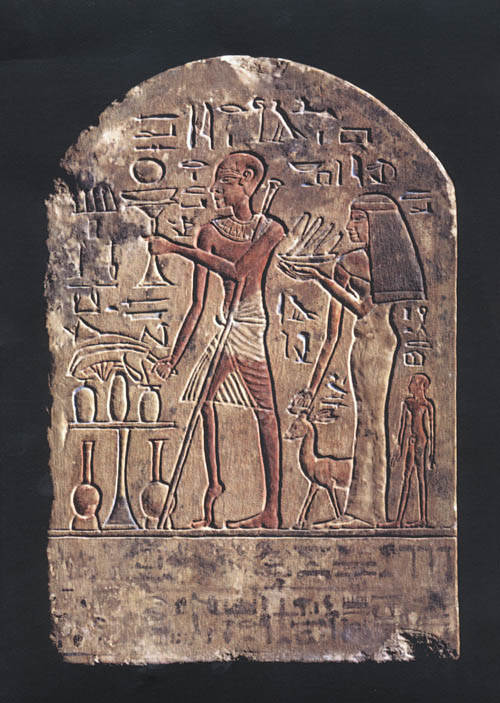
یک سنگ یادبود مصری که تصور می‌شود نمایانگر فردی مبتلا به فلج اطفال است. سلسله هجدهم (۱۴۰۳–۱۳۶۵ پیش از میلاد).

تاریخچه عفونت‌های فلج اطفال (فلج اطفال) به دوران پیشاتاریخبرمی‌گردد. اگرچه همه‌گیری‌های بزرگ فلج اطفال قبل از قرن بیستم ناشناخته بودند، این بیماری در طول تاریخ انسان باعث فلج و مرگ بسیاری شده است. در طول هزاره، ویروس فلج اطفال به‌صورت بیماری بومی و در مقیاس کوچک در جمعیت‌ها وجود داشت تا اینکه در اوایل قرن بیستم، اپیدمی‌های گسترده‌ای در اروپا آغاز شد. بلافاصله پس از آن، اپیدمی‌های وسیع در سایر نقاط جهان نیز پدید آمدند. تا سال ۱۹۱۰، اپیدمی‌های مکرر به‌صورت منظم در سراسر کشورهای توسعه‌یافته، به‌ویژه در شهرها و در فصل تابستان رخ می‌داد. در اوج خود در دهه‌های ۱۹۴۰ و ۱۹۵۰، فلج اطفال سالانه بیش از نیم میلیون نفر را در سراسر جهان فلج کرد یا کشت.
ترس و واکنش جمعی نسبت به این اپیدمی‌ها باعث ایجاد واکنش‌های عمومی فوق‌العاده و بسیج گسترده‌ای شد که منجر به توسعه روش‌های جدید برای پیشگیری و درمان بیماری گردید و تحول بزرگی در زمینه امور خیریه پزشکی ایجاد کرد. اگرچه توسعه دو واکسن فلج اطفال باعث ریشه‌کنی ویروس وحشی فلج اطفال در همه کشورها به جز دو کشور افغانستان و پاکستان شده است، میراث فلج اطفال همچنان در پیشرفت روش‌های مدرن پزشکی فیزیکی و توانبخشی و رشد جنبش حقوق معلولین در سراسر جهان باقی مانده است.

## تاریخچه اولیه
نقاشی‌ها و حجاری‌های مصر باستان افرادی را نشان می‌دهند که از نظر ظاهری سالم بوده‌اند اما اعضای بدنشان خشکیده بوده است و کودکانی که در سنین کم با عصا راه می‌روند. فرض بر این است که امپراتور روم، کلادیوس، در کودکی به این بیماری مبتلا شده بود و همین باعث شد تا در تمام عمرش لنگ راه برود. شاید قدیمی‌ترین مورد ثبت‌شده از فلج اطفال مربوط به سر والتر اسکات باشد. گفته می‌شود در سال ۱۷۷۳، اسکات دچار «تب شدیدی در زمان رویش دندان» شد که باعث از دست دادن قدرت پای راستش گردید. در آن زمان، فلج اطفال برای پزشکان شناخته شده نبود. تشخیص گذشته‌نگر فلج اطفال برای این مورد قوی محسوب می‌شود به دلیل شرح مفصلی که اسکات بعدها ارائه کرد، و لنگی پای راست او تأثیر مهمی بر زندگی و آثارش داشت.

## اپیدمی‌ها
اپیدمی‌های بزرگ فلج اطفال پیش از قرن بیستم شناخته شده نبودند؛ اپیدمی‌های موضعی فلج اطفال که باعث فلج می‌شدند، حدود سال ۱۹۰۰ در اروپا و ایالات متحده آغاز به ظهور کردند. اولین گزارش موارد متعدد فلج اطفال در سال ۱۸۴۳ منتشر شد و مربوط به شیوع بیماری در سال ۱۸۴۱ در لوئیزیانا بود. پس از آن، فاصله پنجاه ساله‌ای تا گزارش بعدی در آمریکا وجود داشت؛ گزارشی از ۲۶ مورد در بوستون در سال ۱۸۹۳. نخستین اپیدمی شناخته شده فلج اطفال در آمریکا در سال بعد در ورمانت رخ داد که شامل ۱۳۲ مورد (۱۸ مرگ) بود و چندین مورد نیز در بزرگسالان دیده شد. اپیدمی‌های متعددی با شدت‌های مختلف در سراسر کشور شروع به ظهور کردند؛ تا سال ۱۹۰۷ تقریباً ۲۵۰۰ مورد فلج اطفال در شهر نیویورک گزارش شده بود.

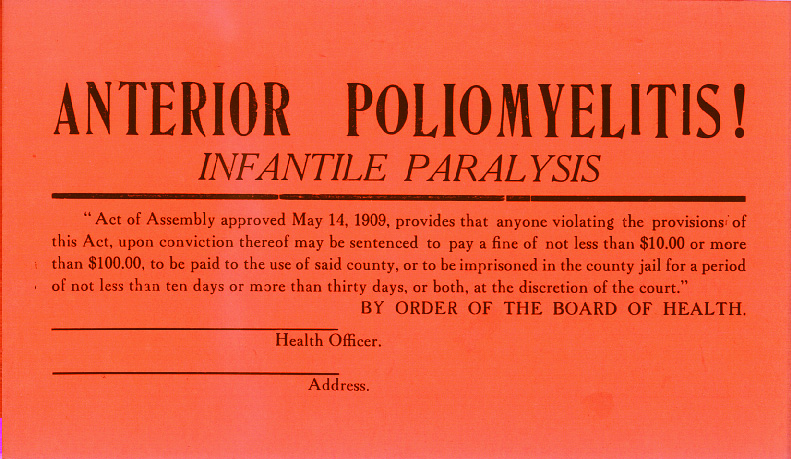
این پلاکارد مقوایی در پنجره‌های خانه‌هایی که بیماران مبتلا به فلج اطفال در آنها قرنطینه شده بودند، نصب شده بود. در سال ۱۹۰۹، نقض دستور قرنطینه یا برداشتن پلاکارد جریمه‌ای تا سقف ۱۰۰ دلار آمریکا (در پی داشت).

در روز شنبه، ۱۷ ژوئن ۱۹۱۶، اعلام رسمی شیوع اپیدمی فلج اطفال در بروکلین، نیویورک صورت گرفت. در آن سال، ۲۷٬۳۶۳ مورد ابتلا و ۷٬۱۳۰ مورد مرگ‌ومیر ناشی از فلج اطفال در ایالات متحده گزارش شد که بیش از ۲٬۰۰۰ مورد مرگ تنها در شهر نیویورک اتفاق افتاد. اسامی و آدرس افرادی که ابتلای آن‌ها به فلج اطفال تأیید شده بود، روزانه در مطبوعات منتشر می‌شد، خانه‌های آن‌ها با تابلوهای مشخص علامت‌گذاری می‌شد و خانواده‌هایشان تحت قرنطینه قرار می‌گرفتند. هیرام ام. هیِلِر جونیور یکی از پزشکانی بود که در چند شهر متوجه ماهیت بیماری شد، اما ذات بیماری تا حد زیادی ناشناخته باقی ماند. اپیدمی ۱۹۱۶ باعث ترس و وحشت گسترده‌ای شد و هزاران نفر از شهر به سوی مناطق کوهستانی اطراف فرار کردند؛ سالن‌های سینما تعطیل شدند، جلسات لغو شد، تجمعات عمومی تقریباً وجود نداشت و به کودکان هشدار داده شد که از نوشیدن آب از آب‌خوری‌ها خودداری کنند و از پارک‌های تفریحی، استخرها و سواحل دوری کنند.
از سال ۱۹۱۶ به بعد، هر تابستان حداقل در یکی از مناطق کشور اپیدمی فلج اطفال رخ می‌داد که شدیدترین آن‌ها در دهه‌های ۱۹۴۰ و ۱۹۵۰ اتفاق افتاد. در اپیدمی سال ۱۹۴۹، ۴۲٬۱۷۳ مورد ابتلا در ایالات متحده گزارش شد و ۲٬۷۲۰ نفر بر اثر بیماری فوت کردند. کانادا و بریتانیا نیز تحت تأثیر این اپیدمی قرار گرفتند.